# جابلق وجابرس
جابلق وجابرس مدينتان، إحداهما بالمَشْرق، والأخرى بالمغرب، ليس خلفها أنيس.

## اختلاف اللّغات في الإسمين وما ذكر عنهم

### كتاب العينلـ:الخليل بن أحمد الفراهيدي
جبلق: جابَلَق وجابَلَص: مدينتان، إحداهما بالمَشْرق، والأخرى بالمغرب، ليس خلفها أنيس.
وأمر معاوية الحسن بن علي بن أبي طالب ع، أن يخطب الناس رجاء أن يحصر فيسقط من أعين الناس لحداثته، وصعد المنبر، وحمد الله وأثنى عليه، وصلى على النبي ص. ثم قال: إنكم لو طلبتم ما بين جابَلَقَ وجابَلَصَ رجلاً جده نبي ما وجدتموه غيري، وإن أدري لعله فتنة لكم ومتاع إلى حين، وأشار بيده إلى معاوية.

### تاج العروسلـ:مرتضى الزّبيدي[1]
جابَلَقُ؛ بفَتح الباءَ وَاللَّام، هكَذا قَيَّدَه أَبو هاشِمٍ، وَقد أَهْمَلَه الجَوهَري، وقالَ الأَزْهَريُّ: د، بالمشْرق وجابَلص بالمَغْرب، ليسَ وراءَهما إِنْسي، رُوى عَن الحَسن بن عَلي رَضِي اللهُ عنهُما أَنَّه ذَكَر حِديثاً ذَكرَ فِيهِ هَاتين المَدِينَتَيْن وتَقَدَّمَ فِي جابلَصَ. قلت: لم يَتَعَرَّضْ هُناك لذِكْر جابَلق وأَنَّه بالمَشْرق، فَتَأمل ذَلِك، وَقد أَوْضَحِ المَوْلَى سَعْدُ الدِّين البَلَدَين، وعرَّف بهما، وذَكَرَ مَعْناهُما على الوَجْهِ الأَكْمَل فِي بَحْثِ المِثال فِي شَرْح المَقاصِدِ، ذَكَر ذَلِك الشِّهابُ فِي شِفاءَ الغَليل. قلتُ: هَكَذَا قَيَّدَهُما أَبو هاشمٍ بخَطِّهِ، والحَدِيثَ الذِّي أَشارَ لَهُ الأَزْهريُّ، هُوَ مَا قالَ اللَّيثُ: بَلغنا أَنَّ مُعاويَةَ سَأَلَ الحَسنَ بنَ عَليّ رَضِي الله عَنْهُمَا أَنْ يَخطُبَ الناسَ، فظَنَ مُعاويَةُ أَنه يحْصرُ، فيَسْقطُ من أَعْين الناسِ لحَداثَتِه، فصَعِدَ الحَسَن رَضي الله عَنهُ المنْبَرَ، فحَمدَ الله وأَثْنى عليهِ، ثمّ قالَ: يَا أَيُّها النَّاس إِنَّكم لَو طَلَبْتُم مَا بَينَ جابَلقَ وجابَلص رَجُلاً جدُّه نَبيٌّ مَا وَجَدْتموه غَيري وغَيرَ أخِي، وإِنْ أَدْرِي لَعَلَّهُ فِتْنَةٌ لكُمْ ومَتاعٌ إِلى حِينٍ وأَشارَ بيَدِه رَضِي اللهُ عَنهُ إِلى مُعاوِيَةَ.
جَابَلصُ؛ بفَتْح الباءِ، والّلامِ أَو سُكُونِهَا، أَهْمَلَه الجَوْهَرِيُّ والصّاغَانِيُّ، وَقَالَ الأَزْهَرِيُّ: هُوَ د، بالمَغْرِبِ الأَقْصَى، لَيْسَ وراءَهُ إِنْسِيٌّ، ونَصُّ التّهْذِيبِ: لَيْسَ وَرَاءَه شَئٌ. وكَذَا جابَلَق: بَلَدٌ فِي أَقْصَى المَشْرِقِ، لَيْسَ وَرَاءَه شَئٌ، قالَ: وَقد جاءَ ذِكْرُ هاتَيْنِ المَدِينَتَيْنِ فِي حَدِيثٍ رُوِى عَنِ الحَسَنِ بنِ عَلِيٍّ، رَضِيَ اللهُ تَعالَى عَنْهُمَا. قُلْتُ: وَقد تَقَدَّمَ أَنّه يُقَال لِهذِه المَدِينَةِ أَيْضاً: جَابَرْس، قالَ شَيْخُنا: والظّاهِرُ أَنّ كُلاً مِنْهُما لَيْسَ بعَرَبِيٍّ لاجْتِماعِ الجِيمِ والصّادِ، وهُمَا لَا يَجْتَمِعانِ فِي كَلِمَةٍ عَرَبِيّةٍ. وجابَلَق فِيهِ الجِيمُ والقَافُ، وهما أَيْضاً لَا يَجْتَمِعَانِ فِي كَلِمَةٍ عَرَبِيّةٍ غَيْر صَوْتٍ.

### معجم البلدانلـ:ياقوت الحموي[2]
جابلق؛ بالباء الموحدة المفتوحة وسكون اللام روى أبو روح عن الضحاك عن ابن عباس أن جابلق مدينة بأقصى المغرب وأهلها من ولد عاد وأهل جابرس من ولد ثمود ففي كل واحدة منهما بقايا ولد موسى عليه السلام كل واحدة من الأمتين ولما بايع الحسن بن علي بن أبي طالب معاوية قال عمرو بن العاص لمعاوية قد اجتمع أهل الشام والعراق فلو أمرت الحسن أن يخطب فلعله يحصر فيسقط من أعين الناس فقال يا ابن أخي لو صعدت وخطبت وأخبرت الناس بالصلح قال فصعد المنبر وقال بعد حمد الله والصلاة على رسوله صلى الله عليه و سلم أيها الناس إنكم لو نظرتم ما بين جابرس وجابلق وفي رواية جابلص وما وجدتم ابن نبي غيري وغير أخي وإني رأيت أن أصلح بين أمة محمد صلى الله عليه و سلم وكنت أحقهم بذلك ألا إنا بايعنا معاوية وجعل يقول وإن أدري لعله فتنة لكم ومتاع إلى حين فجعل معاوية يقول انزل انزل 
و جابلق أيضا رستاق بأصبهان له ذكر في التواريخ في حرب كانت بين قحطبة وداود بن عمر بن هبيرة لقتال عبد الله بن معاوية بن عبد الله بن جعفر بن أبي طالب وكان قد غلب على فارس فنفاه منها وغلب على فارس وأصبهان حتى قدم قحطبة بن شبيب في جيش من أهل خراسان فاقتتلوا فقتل عامر بن ضبارة لسبع بقين من رجب سنة 131.
جابرس؛ مدينة بأقصى المشرق يقول اليهود إن أولاد موسى عليه السلام هربوا إما في حرب طالوت أو في حرب بخت نصر فسيرهم الله وأنزلهم بهذا الموضع فلا يصل إليهم أحد وإنهم بقايا المسلمين وإن الأرض طويت لهم وجعل الليل والنهار عليهم سواء حتى انتهوا إلى جابرس فهم سكانها ولا يحصي عددهم إلا الله فإذا قصدهم أحد من اليهود قتلوه وقالوا لم تصل إلينا حتى أفسدت سنتك فيستحلون دمه بذلك وذكر غير اليهود أنهم بقايا المؤمنين من ثمود وبجابلق بقايا المؤمنين من ولد عاد.